# Ipotești (okręg Botoszany)
Ipotești – wieś w Rumunii, w okręgu Botoszany, w gminie Mihai Eminescu. W 2011 roku liczyła 571 mieszkańców.